# Gefilte fish line
Die „gefilte fish line“ ist eine amerikanisch-englische Bezeichnung für eine Trennlinie, die das vor der nationalsozialistischen Judenvernichtung mit Juden dicht besiedelte Gebiet des ehemaligen Doppelstaates Polen-Litauen in zwei sich in Kultur und Sprache unterscheidende Teile teilte. Der Ausdruck wurde wahrscheinlich erstmals von Diane und David Roskies in ihrem 1975 erschienenen The Shtetl Book verwendet und beruht auf den Untersuchungen von Marvin Herzog, der in seiner Dissertation von 1965 eine Haupt-Diskontinuität zwischen dem nordöstlichen und dem südwestlichen Siedlungsgebiet der osteuropäischen Juden nachwies, die er an der Kongruenz der Grenzen verschiedener kultureller und sprachlicher Phänomene festmachte.
Die als „gefilte fish line“ bezeichnete Linie verläuft im Wesentlichen entlang der Grenze zwischen dem Großfürstentum Litauen – jiddisch „Lite“ – und dem Königreich Polen zur Zeit der Lubliner Union des späteren 16. Jahrhunderts und trennt die nordostjiddischen von den südostjiddischen Dialekten. Die Bezeichnung „gefilte fish line“ verdankt sie dem Umstand, dass die nordöstlich der Linie lebenden Juden des historischen Litauens (heute Lettland, Litauen, Belarus, Teile der Ukraine) das bekannte jüdische Fischgericht „gefilte Fisch“ ohne Zucker zubereiteten, während die südwestlich der Linie lebende, zahlenmäßig bedeutend größere Gruppe der Juden Galiziens, Polens und anderer Regionen den Fisch mit Zucker gesüßt bevorzugten, eine Vorliebe, die auch unter den außerhalb Osteuropas lebenden Nachfahren teilweise erhalten geblieben ist.
Der Ausdruck „gefilte fish line“ wurde im Jahre 1999 auf der Internationalen Konferenz für Jüdische Genealogie von Michael C. Steinlauf, einem Professor für Jüdische Geschichte und Kultur aus Philadelphia in einem Referat aufgenommen und wird seither in jüdischen Zeitungen und Web-Logs verwendet, oft mit ironischer Konnotation. In wissenschaftlichen Publikationen und in der jiddischen Linguistik ist er nicht gebräuchlich.